# Маріо Мола
Маріо Мола (ісп. Mario Mola; 23 лютого 1990, Пальма-де-Мальйорка, Іспанія) — іспанський тріатлоніст. Триразовий чемпіон світу, учасник Олімпійських ігор у Лондоні і Ріо-де-Жанейро.

## Біографічні відомості
З п'яти років займався плаванням, з п'ятнадцяти — велоперегонами. З 2006 року входив до юніорської збірної Іспанії. Через два роки став переможцем юніорської першості Європи з дуатлону в естафеті і другим в особистому заліку. Наступного року поступився першим місцем на юнірському чемпіонаті Європи Джонатану Браунлі, але обійшов британця у боротьбіза світову юніорську першість (в австралійському Голд-Кості). На лондонській Олімпіаді посів 19 місце, а через 4 роки у Бразилії — восьме. З 2013 року входить до числа лідерів світової серії. Першу перемогу на етапі світової серії здобув на спринтерській дистанції 31 травня 2014 року в Лондоні: фінішував на одну секунду раніше від Річарда Мюррея. 2016 року став чемпіоном світу у впертій боротьбі, набрав лише на чотири очки більше ніж Джонатан Браунлі. В наступні два роки захищав титул найсильнішого тріатлоніста планети. Одружений з іспанською тріатлоністкою Кароліною Рутьє.

## Досягнення
- Чемпіон світу (3): 2016, 2017, 2018
- Срібний призер (3): 2014, 2015, 2019
- Бронзовий призер (1): 2013
- Бронзовий призер чемпіонату Європи (1): 2013

## Статистика
Статистика виступів на головних турнірах світового тріатлону:
| Дата | Назва турніру    | Місце | Очки (час) | Примітки |
| ---- | ---------------- | ----- | ---------- | -------- |
| 2010 | Світова серія    | 51    | 632        |          |
| 2011 | Світова серія    | 33    | 834        |          |
| 2012 | Олімпійські ігри | 19    | 01:49:23   |          |
|      | Світова серія    | 20    | 1852       |          |
| 2013 | Світова серія    | 2     | 3726       |          |
| 2014 | Світова серія    | 2     | 4601       |          |
| 2015 | Світова серія    | 2     | 4794       |          |
| 2016 | Олімпійські ігри | 8     | 01:46:26   |          |
|      | Світова серія    | 1     | 4819       |          |
| 2017 | Світова серія    | 1     | 4728       |          |
| 2018 | Світова серія    | 1     | 6081       |          |
| 2019 | Світова серія    | 2     | 4939       |          |
| 2020 | Світова серія    | 46    | 00:51:54   |          |